# Tolo (Grecia)
Tolo (Τολό in greco, Τολόν - Tòlon - in katharevousa) è un villaggio della Grecia, ubicato nella penisola del Peloponneso, nella regione dell'Argolide.
Dal 2011 fa parte del comune di Nauplia. In precedenza, fino al dicembre 2010, il borgo apparteneva al comune di Asini, comune soppresso da gennaio 2011 per effetto della riforma amministrativa detta Programma Callicrate.
Secondo i dati del censimento del 2011, la sua popolazione è di 1.460 abitanti.

## Storia

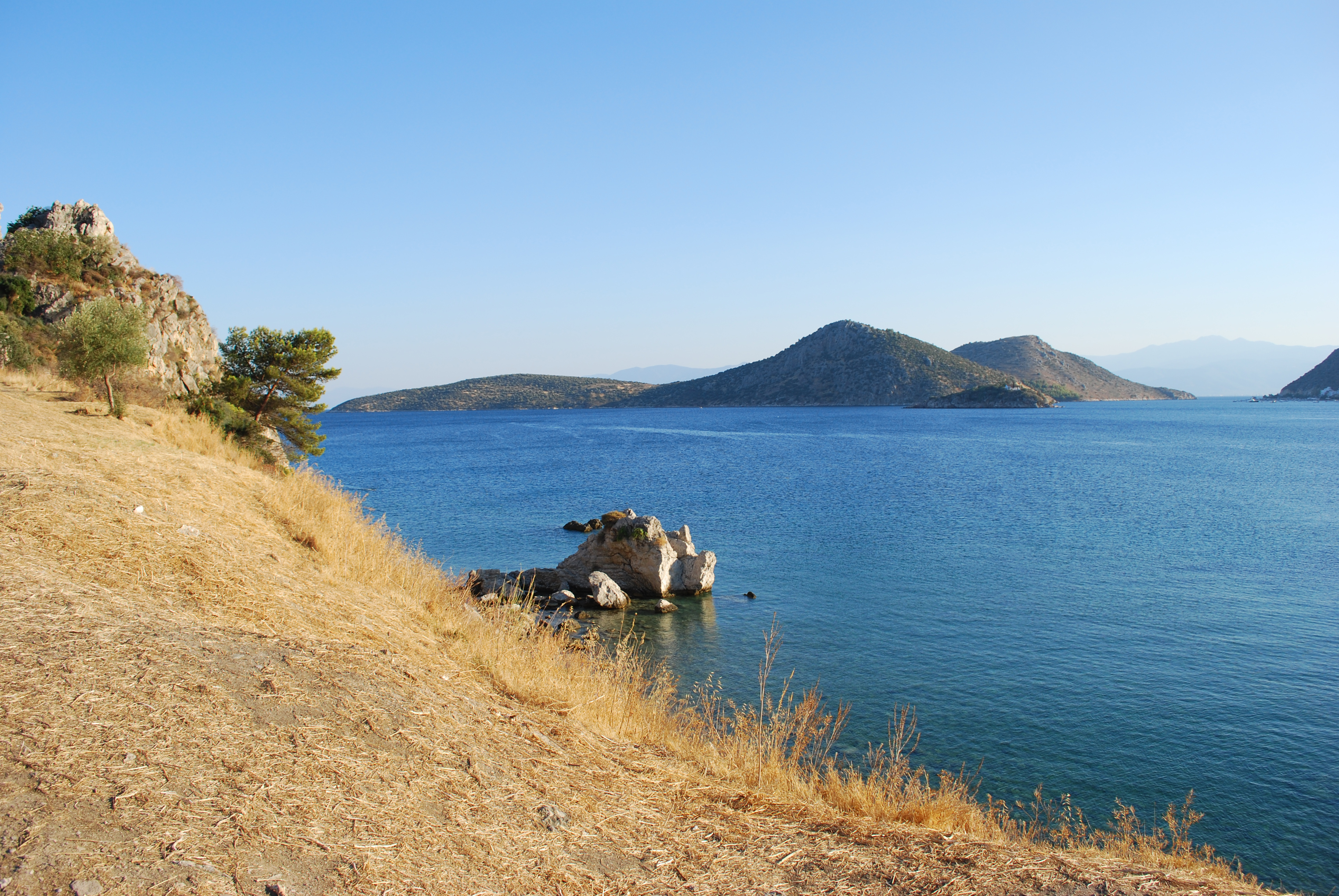
L'isola di Romvi vista da un'altura della terraferma

### Antichità e medioevo

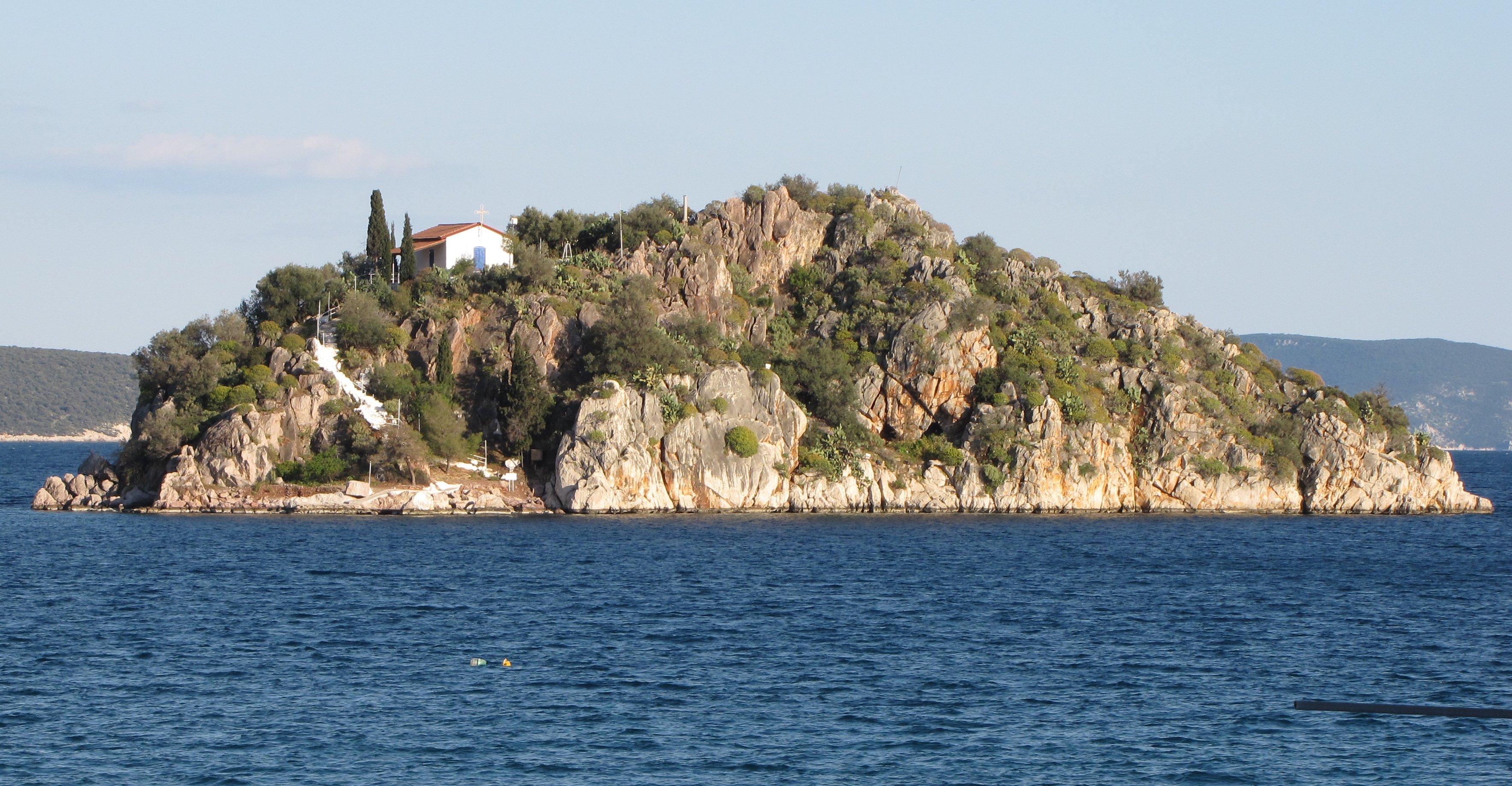
L'isolotto di Agioi Apostoloi

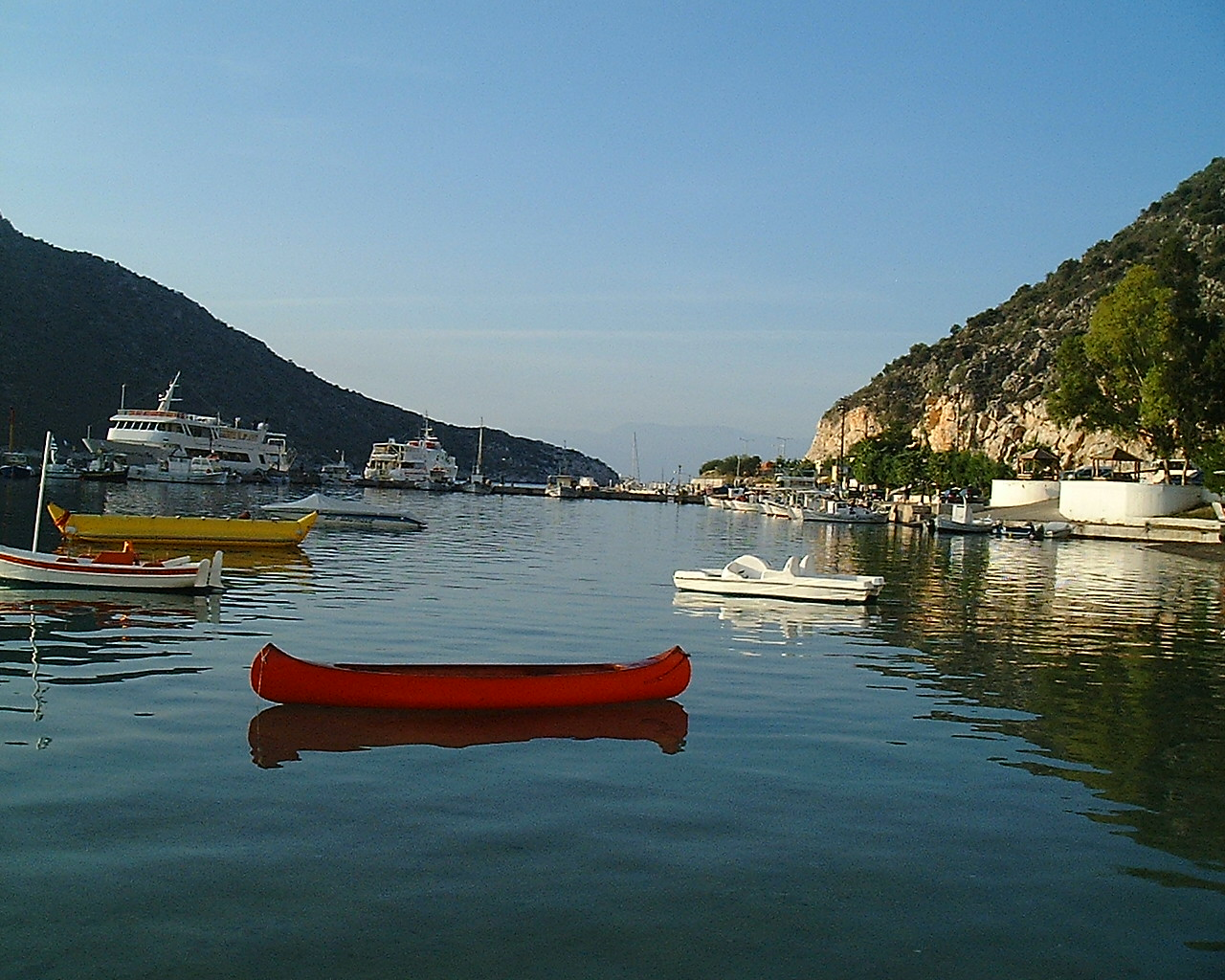
Veduta delle imbarcazioni attraccate nello specchio d'acqua presso il molo

Sebbene la sua esistenza sulle mappe geografiche della Grecia risalga solo al 1830, l'area di Tòlo e dei suoi dintorni ha una storia molto più antica. La baia di Tolo è citata da Omero, e corrisponde alla Asine (Ασίνη) dell'Iliade, menzionata nel Catalogo delle navi tra le città la cui flotta prese parte alla guerra di Troia.
Nei secoli a venire, durante l'Impero di Bisanzio, la baia si rivitalizzò come porto ausiliario di Nauplia, dando varie volte rifugio a navi da battaglia della flotta bizantina.
Nel periodo dell Crociate, e con il frantumarsi dell'Impero bizantino (1204 d.C.), l'area di Tòlo seguì la sorte del resto del Peloponneso, cadendo sotto il dominio dei Franchi. La Francocrazia durò fino al 1389 d.C., anno in cui l'area fu conquistata dalla Repubblica di Venezia.

### Età moderna
La prima dominazione veneziana ebbe termine nel 1540, quando l'area cadde sotto il dominio dell'Impero ottomano. A seguito di ciò, e con l'alleanza contro gli ottomani siglata tra Veneziani, Tedeschi, e Polacchi, il capo delle forze alleate, il vice ammiraglio Francesco Morosini, ebbe ordine di catturare Nauplia (che era, all'epoca, la capitale del Peloponneso): in quel frangente bellico, la baia di Tolon dall'ammiraglio veneziano fu scelta come luogo adatto quale base operativa per la spedizione essendo il luogo più sicuro della regione, mentre la spiaggia fu usata per accampare l'esercito. Dopo il successo dell'operazione di conquista di Nauplia, Tolo fu adibita a stazione navale secondaria per la flotta veneziana, un ruolo che svolse fino al 1718, quando l'area fu di nuovo occupata dai Turchi.
Un monumento risalente alla dominazione veneziana è la chiesetta chiamata Zoodhohos Pigi, costruita nel 1688, e le rovine del forte visibili sull'isola di Daskaleio, nella baia di Tolo. Fortificazioni, con rovine di abitazioni e cisterne, si trovano anche sull'isola Romvi (Ρόμβη).

### Storia contemporanea
Dopo la Indipendenza greca, a Tolo fu fatto insediare un gruppo di rifugiati di etnia greca provenienti da Creta.
Nel 1834, per Regio decreto, presso il porto di Tolo fu fondata la città di Minoa, il cui nome era ispirato a Minosse, leggendario re di Creta. Dopo la liberazione di Creta dal dominio Ottomano, i rifugiati ancora rimasti nell'area diedero vita al pittoresco villaggio di pescatori che prese l'attuale nome di Tolon nel 1916. Dopo la seconda guerra mondiale, grazie alle bellezze naturali e alla posizione geografica che dà facile accesso ai siti archeologici dei dintorni, Tolo ha visto l'avvio e lo sviluppo di un'economia legata al turismo e si è trasformata, nel corso del XX secolo, in una frequentata meta di vacanze estive, che dà ospitalità a turisti provenienti da ogni parte del mondo.

## Geografia fisica

### Clima
| Dati meteo          | Mesi | Mesi | Mesi | Mesi | Mesi | Mesi | Mesi | Mesi | Mesi | Mesi | Mesi | Mesi | Stagioni | Stagioni | Stagioni | Stagioni | Anno |
| Dati meteo          | Gen  | Feb  | Mar  | Apr  | Mag  | Giu  | Lug  | Ago  | Set  | Ott  | Nov  | Dic  | Inv      | Pri      | Est      | Aut      | Anno |
| ------------------- | ---- | ---- | ---- | ---- | ---- | ---- | ---- | ---- | ---- | ---- | ---- | ---- | -------- | -------- | -------- | -------- | ---- |
| T. max. media (°C)  | 13,7 | 14,6 | 16,4 | 20,1 | 24,8 | 29,7 | 32,5 | 32,5 | 29,0 | 23,9 | 19,2 | 15,3 | 14,5     | 20,4     | 31,6     | 24,0     | 22,6 |
| T. media (°C)       | 9,8  | 10,4 | 12,0 | 15,3 | 19,5 | 23,9 | 26,5 | 26,4 | 23,3 | 19,0 | 15,0 | 11,5 | 10,6     | 15,6     | 25,6     | 19,1     | 17,7 |
| T. min. media (°C)  | 6    | 6,9  | 7,6  | 10,6 | 14,9 | 18,1 | 20,5 | 20,3 | 17,6 | 14,2 | 10,9 | 7,8  | 6,9      | 11,0     | 19,6     | 14,2     | 13,0 |
| Precipitazioni (mm) | 84   | 67   | 59   | 38   | 23   | 10   | 5    | 6    | 21   | 70   | 92   | 108  | 259      | 120      | 21       | 183      | 583  |